# توماس سيتون سكوت
توماس سيتون سكوت هو مهندس معماري كندي، ولد في 16 أغسطس 1826 في بيركنهيد ‏ في المملكة المتحدة، وتوفي في 16 يونيو 1895 في أوتاوا في كندا.